# Ганодерма
Ганоде́рма (лат. Ganoderma) — род грибов-трутовиков из семейства Ганодермовые (Ganodermataceae), произрастающих на деревьях.
Род ганодерма делят на две секции: Ganoderma с блестящей шляпкой (подобно Ganoderma lucidum) и Elfvingia неблестящей поверхностью (подобно Ganoderma applanatum).

## Наиболее распространённые виды
- Ganoderma lucidum (Curtis) P.Karst. — Трутовик лакированный, или Рейши, или Линь-чи.
- Ganoderma applanatum — Трутовик плоский.
- Ganoderma philippii — растительный патоген.
- Ganoderma tsugae — внешне похож на трутовик лакированный, но обычно встречается на древесине хвойных пород[1].

Всего род содержит около 80 видов, представители его встречаются на всех континентах.